# Mittelnkirchen
Mittelnkirchen är en kommun och ort i Landkreis Stade i förbundslandet Niedersachsen i Tyskland.
Kommunen ingår i kommunalförbundet Samtgemeinde Lühe tillsammans med ytterligare fem kommuner.